# Laterankonzil
Die Laterankonzilien (auch Lateransynoden) im engeren Sinne sind die fünf mittelalterlichen Konzilien der katholischen Kirche, die zwischen 1123 und 1517 im Lateran in Rom stattfanden. In der Zählung der römisch-katholischen Kirche werden sie seit dem 16. Jahrhundert als ökumenische Konzilien gezählt, wenngleich die Ökumenizität der meisten Lateransynoden bestritten wird, da praktisch nur die Westkirche vertreten war. Zwischen dem Vierten und Fünften Laterankonzil werden noch fünf weitere Ökumenische Konzilien gezählt, die an anderen Orten stattfanden.

## Die ökumenischen Konzilien im Lateran
Die folgende Übersicht charakterisiert die Konzilien nur durch ihre jeweilige Hauptwirkung.
- 1. Laterankonzil 1123:
Dieses Konzil bestätigte das Wormser Konkordat und bekräftigte die Position der Kirche im Investiturstreit.
- 2. Laterankonzil 1139:
 Dieses Konzil beendete das Schisma der gegen Innozenz II. aufgetretenen Gegenpäpste und führte den Zölibat für Priester und Bischöfe verpflichtend ein.
- 3. Laterankonzil 1179:
 Dieses Konzil setzte die Zweidrittelmehrheit als verbindliches Quorum bei der Papstwahl fest.
- 4. Laterankonzil 1215:
 Dieses Konzil war das bestbesuchte Laterankonzil und theologisch das bedeutendste des Mittelalters. Es formulierte den Anspruch des römischen Papstprimats und bekannte die Lehre von der Transsubstantiation bei der heiligen Eucharistie. Zudem verbot es medizinisch ausgebildeten Klerikern die Ausübung der Chirurgie[2] und schrieb für Juden eine sie äußerlich kennzeichnende Kleidung[3] vor.
- 5. Laterankonzil 1512–1517:
Dieses Konzil begann mit Maßnahmen zur Kirchenreform, jedoch nicht sehr entscheidungskräftig, weshalb es der einsetzenden Reformation nicht zuvorkommen konnte.

## Weitere Synoden im Lateran
Im Lateran, der Bischofskirche der Päpste, fanden über die genannten fünf Konzilien hinaus noch weitere Synoden statt, die jedoch nicht als Ökumenische Konzilien betrachtet werden. Sie werden oft auch nur als „römische“ Synoden bezeichnet.
- Lateransynode von 649 unter Papst Martin I.: Diese Synode verurteilte den Monotheletismus.
- Lateransynode von 769 unter Papst Stephan III.: Diese Synode traf Regelungen zur Papstwahl.
- Lateransynode von 863 unter Papst Nikolaus I.: Diese Synode exkommunizierte den Patriarchen Photius von Konstantinopel.
- Lateransynode von 1059 unter Papst Nikolaus II.: Diese Synode beschloss ein Papstwahldekret.
- Lateransynode von 1060 unter Papst Nikolaus II.: Diese Synode erklärte den Gegenpapst Benedikt X. endgültig für abgesetzt.
- Lateransynode von 1112: Auf dieser Synode verteidigte Paschalis II. seine Rechtgläubigkeit durch einen Eid, widerrief das von ihm ausgestellte Privileg zugunsten von Heinrich V. von 1111 und entging so einer Absetzung.